# Dicranomyia (Dicranomyia) exaeta
Dicranomyia (Dicranomyia) exaeta is een tweevleugelige uit de familie steltmuggen (Limoniidae). De soort komt voor in het Neotropisch gebied.